# Al Jarreau
Alwyn Lopez Jarreau (Milwaukee, 12 de março de 1940 - Los Angeles, 12 de fevereiro de 2017), conhecido popularmente como Al Jarreau, foi um cantor estadunidense. Versátil em seu estilo de cantar, foi premiado sete vezes com o Grammy, sendo o único a vencer o prêmio em três categorias distintas: jazz, pop e R&B.

## Biografia
Filho de um vigário, Al Jarreau começou a cantar no coro de sua igreja aos quatro anos de idade, ao mesmo tempo em que se apresentava em uma variedade de eventos em Milwaukee, sua cidade natal, ao lado dos irmãos ou sozinho. Mas a música não foi a única atividade a qual se dedicou nessa época; sobressaiu, também, nos esportes e nos estudos, onde, por suas notas, foi considerado um aluno acima da média. Na juventude, já estudando no respeitado Ripon College, em Wisconsin, e continuou a cantar nos finais de semana e feriados para se divertir, associando-se nessa época a um grupo local chamado The Indigos.
Paralelamente, graduou-se como Bacharel em Psicologia. Após concluir seu mestrado, no final dos anos de 1960, mudou-se para San Francisco onde sua música começou a despontar ao cantar num pequeno clube de jazz, acompanhado por um trio liderado por George Duke. Mais tarde, morando em Los Angeles, cantou em casas noturnas famosas como a Dino’s, a The Troubador e o Bitter End West, o que lhe trouxe certa fama. Pouco tempo depois, trocou Los Angeles por Nova Iorque, onde ganhou exposição nacional ao apresentar-se em emissoras de televisão e programas populares como os de Johnny Carson.   
Em 1975, após uma pequena temporada estendida no Bla Bla Cafe, ainda em Los Angeles, ele foi descoberto por olheiros da Warner Bros Records e assinou um contrato de gravação. Seu primeiro álbum lançado pelo selo, We Got By, foi aclamado pelos críticos e alavancou sua fama internacional, chegando a receber um Grammy na Alemanha, fato que se repetiu com o lançamento de seu segundo álbum, Glow. Seu quarto álbum, All Fly Home, foi lançado em 1978 com muitos elogios na mídia, o que lhe rendeu um segundo Grammy nos Estados Unidos como melhor vocalista de Jazz. Nos anos de 1980, seu álbum Breakin 'Away (1981), que inclui seu hit "We're in This Love Together", foi campeão de vendas e lhe rendeu mais dois Grammy como o de Melhor Vocalista Pop Masculino e Melhor Vocalista Masculino de Jazz.
Em 1985, esteve no Rock in Rio e cantou na mesma noite que James Taylor e George Benson, para um público recorde naquela edição do festival. Em 1992, com o álbum Heaven and Earth, ele recebeu seu quinto Grammy como Melhor Vocal de R&B.
O ano de 1996 trouxe um novo desafio para sua carreira: aceitou permanecer três meses na Broadway protagonizando o musical Grease com muito sucesso. Pela sua carreira, foi distinguido com uma estrela no Hollywood Walk of Fame.
Jarreau morreu em 12 de fevereiro de 2017.

## Discografia
- The Masquerade Is Over - 1973
- We Got By - 1975
- Glow - 1976
- Look To The Rainbow - 1977
- All Fly Home - 1978
- This Time - 1980
- Breakin' Away - 1981
- Jarreau - 1983
- High Crime - 1984
- Live in London - 1985
- L Is For Lover - 1986
- "Heart's Horizon" - 1988
- Heaven and Earth -  1992
- Tenderness - 1994
- A Twist of Jobim - 1997 (vocal em "Girl from Ipanema" e "Waters of March")
- Tomorrow Today - 2000
- All I Got  - 2002
- Accentuate the Positive - 2004
- Givin' It Up (with George Benson) - 2006
- Christmas - 2008
- Al Jarreau and The Metropole Orkest - LIVE - 2012
- My Old Friend (Celebrating George Duke) - 2014

## Premiações no Grammy Award
- 1978 Best Jazz Vocal Performance, Look To The Rainbow
- 1979 Best Jazz Vocal Performance, All Fly Home
- 1982 Best Male Pop Vocal Performance, Breakin' Away
- 1982 Best Male Jazz Vocal Performance, "(Round, Round, Round) Blue Rondo A La Turk"
- 1993 Best Male Rhythm & Blues Vocal Performance, Heaven And Earth

## Indicações ao Grammy Award
- 1981 Best Male Rhythm & Blues Vocal Performance, "Never Givin' Up"
- 1982 Album Of The Year, Breakin' Away
- 1985 Best Rhythm & Blues Vocal Performance By Duo Or Group, "Edgartown Groove" , together with Kashif
- 1986 Best Male Rhythm & Blues Vocal Performance, High Crime
- 1987 Best Male Rhythm & Blues Vocal Performance, "Since I Fell For You"
- 1988 Best Male Pop Vocal Performance, "Moonlighting (Theme)"
- 1988 Best Movie Song, "Moonlighting (Theme)", together with Lee Holdridge
- 1990 Best Male Rhythm & Blues Vocal Performance, Heart's Horizon
- 1995 Best Male Rhythm & Blues Vocal Performance, "Wait For The Magic"
- 2005 Best Jazz Vocal Album, Accentuate The Positive

## Samples
- 10 K High
- A Rhyme This Time
- After All
- Ain't No Sunshine
- All Of My Love
- All Or Nothing At All
- Boogie Down
- Dinosaur
- Go Away Little Girl (Boy)
- Goodhands Tonight
- Heart's Horizon
- Heaven And Earth
- I Must Have Been a Fool
- I Will Be Here For You
- In My Music
- It's Not Hard To Love You
- Just To Be Loved
- Killer Love
- L Is For Lover
- Mas que nada
- Moonlighting
- More Love
- Mornin
- Roof Garden